# Rina Venter
Rina Venter, född 1938, är en sydafrikansk läkare politiker. 
Hon var hälsominister i F. W. de Klerks regering 1989-1994. Hon var den första av sitt kön att bli minister i Sydafrika. Under sin tid som minister genomförde hon avskaffandet av apartheid i landets sjukhus. 